# Saab 9-5
Saab 9-5 ("devet-pet") limuzina je i karavan švedskog proizvođača automobila Saab. Proizvodi se od 1997. godine, kada je uveden kao zamjena za Saab 9000. Na tržištu SAD-a pojavio se u proljeće 1998.
Ovaj je model predstavljao veliki skok naprijed za Saab. Mnoge policije, kao što su švedska, američka i škotska, imaju 9-5 u svojem voznom parku.
Tu je i biomoci hibridni auto prototip temelji na Saab 9-5 E100 koja je imala tri dodatna elektromotore.
Druga generacija, se proizvodio od 2010. - danas.

## Galerija
- Limuzina iz 1999.
- Karavan švedske policije
- Stražnji kraj limuzine iz 2005.
- Saab 9-5 za 2010.
- Saab 9-5 za 2010.

## Vanjske poveznice
- Službena stranica  Arhivirana inačica izvorne stranice od 20. veljače 2009. (Wayback Machine) (hrv.)

### Ostali projekti
|  | Zajednički poslužitelj ima još gradiva o temi Saab 9-5 |